# Bernardo de la Guardia
Bernardo de los Ángeles de la Guardia y Tinoco (ur. 14 kwietnia 1900 w San José, zm. w 21 lutego 1970 w Red Bank) – kostarykański szermierz, pierwszy w historii reprezentant Kostaryki na igrzyskach olimpijskich. Posiadał także obywatelstwo amerykańskie.

## Życiorys
De la Guardia urodził się w 1900 roku jako jeden z ośmiorga dzieci Wenceslao de la Guardii, malarza, dyplomaty i konsula Kostaryki w Londynie pochodzenia kolumbijsko-panamskiego, oraz Margarity Tinoco, która była siostrą Federica Tinoco, prezydenta Kostaryki.
Próbował wystartować na Letnich Igrzyskach Olimpijskich 1932 w Los Angeles, jednak jego start był niemożliwy, gdyż Kostaryka nie była członkiem Międzynarodowego Komitetu Olimpijskiego. Kostaryka została członkiem MKOL-u w 1936 przed igrzyskami w Berlinie, więc na nich de la Guardia mógł startować.
Był pierwszym reprezentantem, a także pierwszym chorążym reprezentacji narodowej podczas ceremonii otwarcia igrzysk. Wystąpił jedynie w szabli. W fazie grupowej stoczył sześć pojedynków, jednak pokonał tylko jednego zawodnika, którym był Grek Konstandinos Botasis (5-3). Pozostałe pojedynki przegrał i zajął w swojej grupie ostatnie siódme miejsce ex aequo z Duńczykiem Erikiem Sørensenem. Jego udział na tych igrzyskach nie ograniczał się tylko na samym uczestnictwie sportowym, gdyż był również jednym z sędziów.
Przyjął obywatelstwo amerykańskie i wyemigrował do New Jersey, w którym mieszkał do końca życia. Był żonaty z Mary, jednak nie pozostawił po sobie żadnego potomka.